# Cantonul Crozon
Cantonul Crozon este un canton din arondismentul Châteaulin, departamentul Finistère, regiunea Bretania, Franța.

## Comune
- Argol
- Camaret-sur-Mer
- Crozon (reședință)
- Landévennec
- Lanvéoc
- Roscanvel
- Telgruc-sur-Mer